# Нова Весь-Крулевська (Великопольське воєводство)
Нова Весь-Крулевська (пол. Nowa Wieś Królewska, нім. Königsneudorf) — село в Польщі, у гміні Вжесня Вжесінського повіту Великопольського воєводства.
Населення — 318 осіб (2011).
У 1975-1998 роках село належало до Познанського воєводства.

## Демографія
Демографічна структура станом на 31 березня 2011 року:
|          | Загалом | Допрацездатний вік | Працездатний вік | Постпрацездатний вік |
| -------- | ------- | ------------------ | ---------------- | -------------------- |
| Чоловіки | 165     | 35                 | 109              | 21                   |
| Жінки    | 153     | 28                 | 86               | 39                   |
| Разом    | 318     | 63                 | 195              | 60                   |